# Катюша Маслова (фильм, 1923)
«Катюша Маслова» (нем. Katjuscha Maslowa) — немецкий немой фильм 1923 года режиссёра Фридриха Цельника, по мотивам романа Льва Толстого «Воскресение», но в отличие от романа в центре сюжета судьба Катюши и её любви к князю, которая, в отличие от романа, имеет счастливый конец.

## Сюжет
Князь Дмитрий Нехлюдов назначен присяжным заседателем на судебном процессе по делу об отравлении отвратительного коммерсанта Смелькова. Проститутка Катюша якобы вколола ему мышьяк, полагая, что это снотворное, чтобы впоследствии ограбить богатого торговца. Нехлюдов узнаёт в обвиняемой женщине бывшую горничную двух своих тёток, будучи молодым офицером, он воспользовался увлечением Катюши и соблазнил её. Тогда, уезжая в свой полк, он оставил деньги для Катюши и больше никогда её не видел.
Катюшу признают виновной и приговаривают к двенадцати годам каторжных работ в Сибири. Приговор более чем сомнителен. И снова поведение князя — на этот раз его сознательное отсутствие в качестве присяжного — делает его соучастником ужасной судьбы этой якобы невиновной женщины. Совесть мучает Нехлюдова: он навещает Катюшу в тюрьме и признаётся ей в этом. Он хочет добиться пересмотра её дела, использует все свои связи и возможности, чтобы освободить Катюшу, включая вмешательство губернатора и прошение о помиловании у царя. Катюша и Нехлюдов оказываются вместе.

## В ролях
- Лия Мара — Катюша Маслова
- Рудольф Форстер — князь Дмитрий Нехлюдов
- Илка Гренинг — первая тётя Дмитрия
- Дженни Марба — вторая тётя Дмитрия
- Леонард Хаскель — Смельков, коммерсант
- Лидия Триденская — Бечкова, официантка
- Рудольф Кляйн-Роден — председатель суда

В эпизодах: Лидия Потехина, Пауль Грэц, Ольга Энгль, Мария Фореску и другие.

## Критика
Катюша в фильме … не совсем идентична Катюше в романе: грубость, которую оставила на ней грязь, через которую её тащит судьба, оставляющая на ней внешне и внутренне следы, и которые только постепенно разглаживаются, в фильме отсутствуют. (…) Игра восхитительна. Лия Мара, которая… зарекомендовала себя как представительница фильма об удовольствиях, демонстрирует драматическую способность(…) Для пробуждения первой невинной склонности в ещё девочке, подавления желания любви, мучительной боли быть брошенной, она находит столь же лаконичное и острое выражение, как и для глубокой усталости и отвращения в её глазах в сценах с купцом Смельковым…
Оригинальный текст (нем.)Die Katjuscha des Films ist … nicht ganz identisch mit der des Romans; die Vergröberungen, welche der Schmutz, durch den ihr Schicksal sie schleift, äußerlich und innerlich an ihr als Spuren hinterlässt und erst allmählich sich wieder glätten, fehlen im Film. (…) Die Darstellung ist vorzüglich. Lya Mara, die… als Vertreterin des feinen Lustspielfilms registriert ist, zeigt eine dramatische Gestaltungsfähigkeit (…) Für das Erwachen der ersten unschuldigen Neigung in dem noch kindlichen Mädchen, das Unterdrückenwollen der Liebe, den quälenden Schmerz des Verlassenwerdens findet sie ebenso den prägnanten und ergreifenden Ausdruck wie für die tiefe Müdigkeit und den Ekel in den Szenen mit dem Kaufmann Smjelkow …
— «Katjuscha Maslowa» // Neue Freie Presse, 12. Februar 1924, S. 16